# Psychologie des Sozialismus
Die Psychologie des Sozialismus ist der Titel des im Jahr 1898 erschienenen Werks von Gustave Le Bon. Insgesamt ist das Werk in zwei Ausgaben, 1898 und 1903, erschienen.

## Inhalt
Das Werk ist in sieben Bücher unterteilt.

### Die sozialistischen Theorien und ihre Anhänger
In Buch I geht Le Bon auf die unterschiedlichen Gesichter sowie die Entstehung des Sozialismus und Ursachen seiner gegenwärtigen Entwicklung ein, erläutert die Theorien der Sozialisten und beschreibt seine Anhänger sowie ihre geistige Disposition.

### Sozialismus als Glaube
In Buch II entwickelt er die Grundlagen eines Glaubens, beschreibt die Rolle der Tradition in verschiedenen Elementen einer Zivilisation und die Grenzen der Variabilität angestammter Vorstellungen, und erklärt, wie sich der Sozialismus zu einer religiösen Form entwickelt.

### Sozialismus und Einfluss der Rasse
In Buch III geht Le Bon zuerst auf den Sozialismus in Deutschland und dann auf den in Großbritannien und den USA ein, bevor er sich den Dispositionen der lateinischen Völker widmet. Zunächst erläutert er dabei die Psychologie der lateinischen Völker, dann das lateinische Staatskonzept sowie die lateinischen Vorstellungen von Erziehung, Unterricht und Religion und endet mit der Entstehung des Sozialismus bei lateinischen Völkern und ihrem aktuellen Zustand.
Bei einem angelsächsischen Volk ist nach Le Bon das Handeln des Staates auf ein Minimum reduziert, während es bei einem lateinischen Volk einem Maximum zustrebt. Analog ist die Eigeninitiative von Personen bei einem angelsächsischen Volk maximal im Vergleich zu Personen eines lateinischen Volks.
Eine Rasse versteht Le Bon im ethnologischen und nicht im anthropologischen Sinne:
„Den Begriff der Rasse verstehe ich überhaupt nicht im anthropologischen Sinne, da seit langem, außer bei Naturvölkern, reine Rassen fast verschwunden sind. Bei zivilisierten Völkern gibt es jetzt nur noch das, was ich an anderer Stelle als »historische Rasse« bezeichnet habe, also jene Rasse, die vollständig durch historische Ereignisse geprägt ist. Solche Rassen entstehen, wenn ein Volk, das manchmal aus Menschen sehr unterschiedlicher Herkunft besteht, seit Jahrhunderten ähnliche Lebensbedingungen und Lebensweisen, gemeinsame Institutionen und Überzeugungen sowie eine einheitliche Bildung tradierte. Solange die beteiligten Bevölkerungsgruppen nicht zu unterschiedliche Ursprünge haben, wie die Iren unter englischer Herrschaft und die heterogenen Rassen unter österreichischer Herrschaft, verschmelzen sie und erhalten eine nationale Seele, d. h. ähnliche Gefühle, Interessen und Denkweisen. Ein solches Werk wird nicht an einem Tag vollbracht, denn ein Volk wird nicht gebildet, eine Zivilisation nicht gegründet und eine historische Rasse nicht festgelegt, bis die Erschaffung einer nationalen Seele abgeschlossen ist. Erst wenn sie abgeschlossen ist, bildet ein Konglomerat von Individuen ohne Zusammenhalt, vereint durch die Gefahren von Eroberungen, Invasionen oder Annexionen, ein homogenes Volk. Seine Stärke wird dann zunehmen, weil es ein gemeinsames Ideal und einen gemeinsamen Willen hat und so zu großen gemeinsamen Anstrengungen fähig ist. Alle so vereinten Menschen einer Rasse bestimmen sich dann in ihrem Handeln nach ähnlichen Prinzipien. In allen wichtigen religiösen oder politischen Fragen werden sie ähnliche Ansichten vertreten. In der Art und Weise, wie sie mit jeder Angelegenheit umgehen, ob kommerziell, diplomatisch oder industriell, wird sich die Seele ihrer Rasse umgehend manifestieren.“

### Der Konflikt zwischen den Erfordernissen der Wirtschaft und den Bestrebungen der Sozialisten
In Buch IV erklärt Le Bon die industrielle und wirtschaftliche Entwicklung der Gegenwart (um 1900) sowie die wirtschaftlichen Konflikte einerseits zwischen Orient und Okzident und andererseits zwischen den Völkern des Okzidents. Er schließt dieses Buch mit dem Zusammenhang von wirtschaftlichen Zwängen und Bevölkerungswachstum.

### Der Konflikt zwischen Gesetzen der Entwicklung, demokratischen Vorstellungen und sozialistischen Bestrebungen
In Buch V erläutert er zunächst die Naturgesetze der Entwicklung, die demokratischen Vorstellungen und sozialistischen Bestrebungen, dann den Konflikt von Völkern und ihrer Klassen, bevor er in ein grundlegendes Problem des Sozialismus einschwenkt: Die Außenseiter, ihre Generierung und Vervielfachung.

### Die Entwicklung einer gesellschaftlichen Organisation
In Buch VI beschreibt er zunächst die Quellen des Reichtums (Intelligenz, Kapital und Arbeit) und seine Verteilung, dann Formen der Solidarität und schließlich die Vereinigung von Interessen in Form von Syndikaten.

### Die Zukunft des Sozialismus
In Buch VII zählt er die Grenzen historischer Prognosen auf, um dann zunächst die Folgen für ein Land aufzuzeigen, in dem der Sozialismus triumphieren wird und dann anzudeuten, wie der Sozialismus die Regierung eines Land übernehmen könnte. Le Bon schließt mit Empfehlungen, wie der Sozialismus bekämpft werden kann.

## Sozialismus

### Definition des Sozialismus
Nach Le Bon ist der Sozialismus durch folgende Definition gekennzeichnet: „Der Sozialismus ist eine Reaktion des Kollektiven auf die Übergriffe des Individuellen.“

### Hauptmerkmale des Sozialismus
Le Bon unterscheidet unter anderen die folgenden Hauptmerkmale des Sozialismus:
1. Gleichmacherei
2. Zerstörung von Gesellschaftsordnungen
3. Sozialismus und Demokratie: zwei Todfeinde
4. Sichere Anhänger des Sozialismus

Zu Punkt 1, der Gleichmacherei, führt er aus:
- Der Sozialismus zielt darauf ab, Ungleichheit von Zuständen zu zerstören[4]
- Ein Ziel ist die Enteignung der Reichen zum Wohle der Armen[5]
- Sozialisten wissen, dass sie keine Gleichheit im Reichtum erreichen werden, aber sie hoffen, zumindest Gleichheit in der Armut zu erzeugen[6]
- Ungleichheiten, die die Natur geschaffen hat, müssen durch eine neue, von der Gesellschaft selbst geschaffene Verteilung des Reichtums korrigiert werden[7]
- Der Sozialismus ist in unzählige Sekten geteilt, aber alle haben den gemeinsamen Charakter, auf den Schutz des Staates zurückgreifen zu wollen, um Ungerechtigkeiten des Schicksals zu beseitigen und zur Verteilung des Reichtums überzugehen[8]
- Der ewig währende Traum der Sozialisten ist die Umkehrung der Naturgesetze, um die Starken, die die Minderheit sind, den Schwachen, die die Mehrheit bilden, zu opfern[9]
- Die einzige Macht, die der Sozialismus respektiert, ist die der Volksversammlungen. Das isolierte Individuum ist nichts für ihn; aber sobald das Individuum Teil einer Masse wird, erkennt er alle seine Fähigkeiten und Rechte an. Hingegen weiß man aus der Psychologie, dass ein Individuum, welches Teil einer Masse wird, die meisten seiner mentalen Qualitäten, die seine Stärke waren, einbüßt[10]

Zusammenfassend zu diesem ersten Punkt der Gleichmacherei kann man sagen, dass der Sozialismus Ungleichheiten feststellt, diese dann als Ungerechtigkeiten dargestellt und „verkauft“, um sie schließlich mit „Schwert und Feuer“ einzuebnen.
Zu Punkt 2, der Zerstörung von Gesellschaftsordnungen, führt er aus:
- Sozialisten wollen die bestehende Gesellschaftsordnung zerstören, damit wie aus wundersamer Hand ihre neue und gewünschte Gesellschaftsordnung entsteht[11]
- Die Lehren des Sozialismus bleiben bis zu seiner Manifestierung beweglich, da sie mit Tatsachen unvereinbar sind[12]
- In seiner absoluten Form und anhand seiner Zerstörungsdrohungen kann man die Gefahren des Sozialismus erkennen und sie bekämpfen. In seiner altruistischen Form dagegen sieht man seine Gefahren nicht und akzeptiert sie leicht, weshalb er dann in alle Elemente einer sozialen Organisation eintreten und sie langsam auflösen kann. Als Beispiel erwähnt Le Bon die Französische Revolution, die mit selbstlosen und nahezu belanglosen Reformen begann und die von allen Parteien, einschließlich derer, die ihre Opfer sein sollten, akzeptiert wurden und schließlich in blutigen Massakern und Diktatur endete[8]
- Die Sektierer der verschiedenen Formen des Sozialismus zeigen den gleichen Hass auf Gesellschaft, Kapital und Bürgertum und schlagen identische Wege vor, sie zu beseitigen[13]

Le Bon argumentiert also, dass Sozialisten eine bestehende Gesellschaftsordnung zerstören wollen, damit dann, wie aus wundersamer Hand, ihre gewünschte entsteht. Le Bon schreibt dazu: „Ihre Theorien sind geprägt von dieser völligen Vereinfachung, die die dominierende Note aller sozialistischen Utopien ist: Die Gesellschaft, die nichts wert ist, zerstören sie mit Schwert und Feuer. Durch dann folgende fantastische Wunder bildet sich eine perfekte neue.“
Zu Punkt 3, den Todfeinden Demokratie und Sozialismus, erläutert er:
- Der Sozialismus ist eine Folge der Demokratie, da Demokratie große soziale Ungleichheit schafft[15]
- „Demokratien legen als Grundprinzip die Gleichberechtigung aller Menschen und den freien Wettbewerb fest. Wer aber kann in diesem Wettbewerb triumphieren, wenn nicht die Fähigsten, das heißt diejenigen, die bestimmte Fähigkeiten mehr oder weniger durch Vererbung haben und immer begünstigt durch Bildung und Glück? Wir lehnen heutzutage Geburtsrechte ab, und wir lehnen sie zu Recht ab, um soziale Privilegien nicht noch weiter zu vergrößern. In der Praxis behalten sie jedoch ihre gesamte Macht und werden sogar noch größer wenn sie sich im freien Wettbewerb entfalten können.“[16]

Durch die Gleichberechtigung aller Menschen und den freien Markt werden Ungleichheiten der Menschen stark gefördert. Diese Bresche wolle der Sozialismus mit Gewalt einebnen. Als Beispiel bringt Le Bon die Quellen des Reichtums und Wohlstands. Diese sind nach Ansicht von Sozialisten ausschließlich Arbeit und Kapital.
Ein weiterer Faktor, die Intelligenz, die laut Le Bon nicht nur die Quellen des Reichtums, sondern auch die Gesellschaftsordnung sichert, würde von Sozialisten nicht nur geleugnet, sondern geradezu bekämpft:
„Dieser Hass der Sozialisten auf Intelligenz ist durchaus berechtigt, denn gerade Intelligenz wird das ewige Hindernis sein, vor dem ihre egalitären Ideen gebrochen werden.“
Zu Punkt 4, den sicheren Anhängern des Sozialismus, zählt er:
Nicht, wie viele Sozialisten vermuten, bei den Arbeitern findet man die größten Anhänger des Sozialismus, „Die Arbeiter (noch mehr die Bauern) haben ihr Gespür für Eigentum mindestens so perfektioniert wie das Bürgertum. Sie wollen ihren Besitz vermehren, aber sie wollen Früchte ihrer Arbeit nach eigenem Gutdünken verwenden und nicht einer Gemeinschaft überlassen, auch wenn diese behauptet, für alle ihre Bedürfnisse aufzukommen.“, sondern bei Halbwissenden und Doktrinären, wie Le Bon schreibt.
Halbwissende sind dabei Menschen, die ihr Wissen ausschließlich aus Büchern haben und daher nichts von den Realitäten des Lebens wissen. Sie sind ein Produkt von Universitäten und Schulen, die zwar theoretisches Wissen, doch keine „geistige Disziplin“ und „Gewohnheit des Nachdenkens und Urteilens vermitteln“, und damit zu sicheren Anhängern des Sozialismus werden: „Die gefährlichsten Anhänger des Sozialismus […] werden aus der Menge der Halbwissenden rekrutiert, insbesondere arbeitslose Absolventen und Abiturienten, mit ihrem Schicksal unzufriedene Lehrer, Opfer eines Wettbewerbs, die auch der Staat nicht unterbringen kann, und Universitätsprofessoren, die ihre Verdienste übersehen finden.“
„Die Rolle, die heutige Akademiker in lateinischen Ländern für die Entwicklung des Sozialismus spielen, ist für Gesellschaften, in denen sie leben, außerordentlich bedrohlich. Den Realitäten der Welt völlig fremd sind sie nicht in der Lage, die geschaffenen, aber notwendigen Bedingungen zu verstehen, die die Existenz einer Gesellschaft ermöglichen.“
Doktrinäre gehören oft zu dieser Kategorie von Halbwissenden; Ein Doktrinär ist oft hochgebildet, doch stets unverständlich und primitiv, da nur von einem Aspekt eines Problems berührt. Aufgrund der Unfähigkeit, komplexe soziale Probleme, ökonomische Notwendigkeiten, atavistische Einflüsse, sowie Leidenschaften, die Menschen führen, zu verstehen, „glaubt er leicht, dass seine Träume die Entwicklung der Menschheit verändern und ihr Schicksal bestimmen werden.“
Zusammenfassend schreibt er: „Wenn wir die Rolle der verschiedenen Klassen bei Auflösung einer Gesellschaft bei lateinischen Völkern zusammenfassen wollten, könnten wir feststellen, dass Doktrinäre und Unzufriedene, die von der Universität hergestellt werden, hauptsächlich durch Durcheinanderwerfen von Ideen handeln und durch den intellektuellen Anarchismus, den sie erzeugen, einer der aggressivsten Zerstörer sind, die das Bürgertum durch seine Gleichgültigkeit, Furcht, Egoismus, Willensschwäche, Mangel an politischem Sinn und Initiative hervorbringt, und dass die Arbeiterklassen revolutionär handeln werden, indem sie die Zerstörung des Gebäudes, das auf seinen Fundamenten bereits wackelt, vollenden, sobald es ausreichend untergraben ist.“

## Verweise
1. ↑  Vgl. Psychologie des Sozialismus, Hamburg 2019, S. 49.
2. ↑  Zitiert nach: Psychologie des Sozialismus, Hamburg 2019, S. 123f
3. ↑  Zitiert nach: Psychologie des Sozialismus, Hamburg 2019, S. 22
4. ↑  Psychologie des Sozialismus, Hamburg 2019, S. 25
5. ↑  Psychologie des Sozialismus, Hamburg 2019, S. 27
6. ↑  Psychologie des Sozialismus, Hamburg 2019, S. 30
7. ↑  Psychologie des Sozialismus, Hamburg 2019, S. 41
8. 1 2  Psychologie des Sozialismus, Hamburg 2019, S. 42
9. ↑  Psychologie des Sozialismus, Hamburg 2019, S. 258
10. ↑  Psychologie des Sozialismus, Hamburg 2019, S. 354
11. ↑  Psychologie des Sozialismus, Hamburg 2019, S. 15, 41ff, 46
12. ↑  Psychologie des Sozialismus, Hamburg 2019, S. 12
13. ↑  Psychologie des Sozialismus, Hamburg 2019, S. 92
14. ↑  Zitiert nach: Psychologie des Sozialismus, Hamburg 2019, S. 46
15. ↑  Psychologie des Sozialismus, Hamburg 2019, S. 256f
16. ↑  Zitiert nach: Psychologie des Sozialismus, Hamburg 2019, S. 246
17. ↑  Zitiert nach: Psychologie des Sozialismus, Hamburg 2019, S. 302
18. ↑  Zitiert nach: Psychologie des Sozialismus, Hamburg 2019, S. 58
19. ↑  Zitiert nach: Psychologie des Sozialismus, Hamburg 2019, S. 64
20. ↑  Zitiert nach: Psychologie des Sozialismus, Hamburg 2019, S. 65
21. ↑  Zitiert nach: Psychologie des Sozialismus, Hamburg 2019, S. 67
22. ↑  Zitiert nach: Psychologie des Sozialismus, Hamburg 2019, S. 68